# Inne życie Kleopatry
Inne życie Kleopatry. Powieść z XIX wieku – powieść historyczno-fantastyczna Teodora Parnickiego wydana w 1969 roku.

## Zabić powieść
Inne życie Kleopatry stawia pytanie, o to co by było, gdyby Kleopatra nie tylko przeżyła o pół roku Marka Antoniusza, ale wypłynęła w tym czasie na ocean i pożeglowała do Indii. Powieść o tym jak wyglądałoby jej inne życie zamierza napisać jeden z bohaterów powieści, a inny próbuje mu w tym przeszkodzić. Tak zawiązuje się intryga.

## Powieść z XIX wieku
Podtytuł Powieść z XIX wieku sytuuje akcję powieści w czasie. W rozmowach i listach bohaterów jest mnóstwo odwołań do burzliwych wydarzeń epoki, szczególnie do roku 1848. Wielokrotnie wspomina się o organizacjach terrorystycznych, o spiskowcach rosyjskich, o wojnie przeciw cesarzowi Maksymilianowi Habsburgowi w Meksyku, o dyplomatycznych przetargach dotyczących dalszego istnienia Państwa Kościelnego. Jeden z bohaterów jedzie do Londynu, by spotkać się z Marksem. 
W świecie powieściowym żyją też postaci o jaskrawo podkreślonej literackości: trzej muszkieterowie i Edmund Dantès z powieści Aleksandra Dumasa. To właśnie Edmund Dantès, o którym wkrótce pan Dumas napisze powieść Hrabia Monte Christo, chce zniszczyć powstającą powieść. Jest w powieści i drugi Dantes, który zabił Puszkina, pojawia się Mickiewicz jako autor drugiej części Dziadów, twórca Irydiona, autor Króla-Ducha.

## Dziennik lektur autora
Tekst powieści zaludniają też bohaterowie innych powieści Parnickiego, postaci z utworów innych pisarzy i sami pisarze. Utwór zmienia się w zbiór cytatów, aluzji, parafraz, w dziennik lektur opatrzonych komentarzami, dopowiedzeniami, zapisywanymi w sennym pomieszaniu. Stąd tytuły kolejnych części: Sny czasoprzestrzenne, Sny w kolorach, Sny wśród piorunów. Wydaje się, że jedynym porządkiem do którego można ten rozwichrzony kosmos odnieść jest intelektualna biografia autora. Inne życie Kleopatry jest przede wszystkim miejscem konfrontacji z lekturami polskiej poezji romantycznej. Stając do rozrachunku z uwielbianymi autorami Parnicki wskazuje na osobliwe zjawisko polskiej literatury i myśli romantycznej utożsamienia idei religii z ideą narodu. 
Bohaterowie powieści rozróżniają polskość i polonizm, który jest szczególnego rodzaju religią, choć jej wyznawcy uważają się za katolików albo takich udają. Ma ta religia swoich świętych, swoje nawrócenia i swoje święte księgi. Kordian, Konrad i ksiądz Piotr z III części Dziadów, Wallenrod czy Irydion, to zaledwie Dzieje i Listy Apostolskie. Ewangelią tej religii są słowa II części Dziadów: Czas przypomnieć ojców dzieje, a największym jej prorokiem jest Słowacki ze swoim Królem-Duchem. Polonizm  traktuje wspólnotę narodową jako wspólnotę wyznawców, ubóstwił przodków, a wspominanie ich dziejów podniósł do godności aktu sakralnego. Od katolicyzmu różni się swą ojczyźnianością rozumianą jako odmowa udziału w powszechności.